# ZF Champion
Der ZF Champion ist ein Automodell, das von der Zahnradfabrik Friedrichshafen AG (heute ZF Friedrichshafen AG) im Sommer 1946 entwickelt wurde. Der Rennfahrer Hermann Holbein übernahm die Weiterentwicklung des Modells und produzierte ab 1949 in seinem Unternehmen Hermann-Holbein-Fahrzeugbau den Champion Ch-1, der unter der Automarke Champion vermarktet wurde. 

## Karosserie
Die offene Karosserie ohne Türen bot Platz für zwei Personen.

## Maße und Gewichte
Bei einem Radstand von 160 cm und einer Spurbreite von 115 cm betrug die Fahrzeuglänge 198 cm, die Fahrzeugbreite 136 cm und die Fahrzeughöhe ohne Verdeck 94 cm. Bei einem Leergewicht von 170 kg betrug das zulässige Gesamtgewicht etwa 250 kg.

## Antrieb
Der luftgekühlte Einzylinder-Zweitaktmotor kam von Triumph. Er hatte 65 mm Bohrung, 61 mm Hub und angeblich 196 cm³ Hubraum, allerdings ergeben diese Zylinderabmessungen rechnerisch 202 cm³ Hubraum. Der Motor leistete 5 PS. Er war im Heck des Fahrzeugs montiert und trieb über ein Zweigang-Rasenmähergetriebe die differenziallose Hinterachse an. Die Höchstgeschwindigkeit betrug über 50 km/h. Der Kraftstoffverbrauch wurde mit 3 Liter auf 100 km angegeben.
Zunächst war ein Ilo-Motor vorgesehen. Bei Versuchen hatte sich der Triumph Gemo 200 mit seinem besonders flachen Drehmomentverlauf sehr bewährt. „Hierdurch soll auch der günstige Norm-Verbrauch von 4,5 l/100 km erreicht sein.“

## Stückzahl
Es entstanden im Sommer 1946 drei bis fünf Exemplare. Im Jahre 2005 stellte das Unternehmen einen Nachbau her.

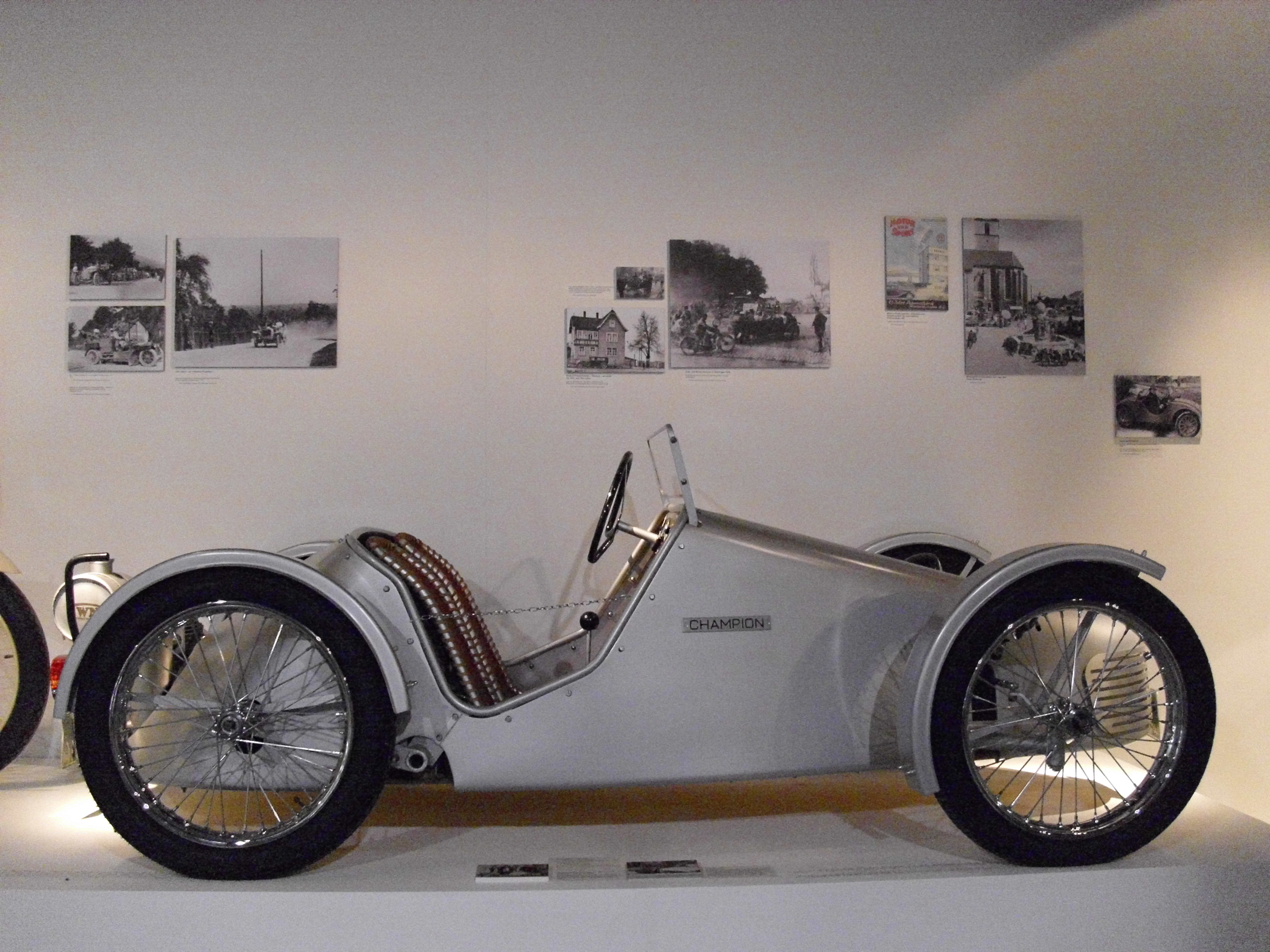
Seitenansicht
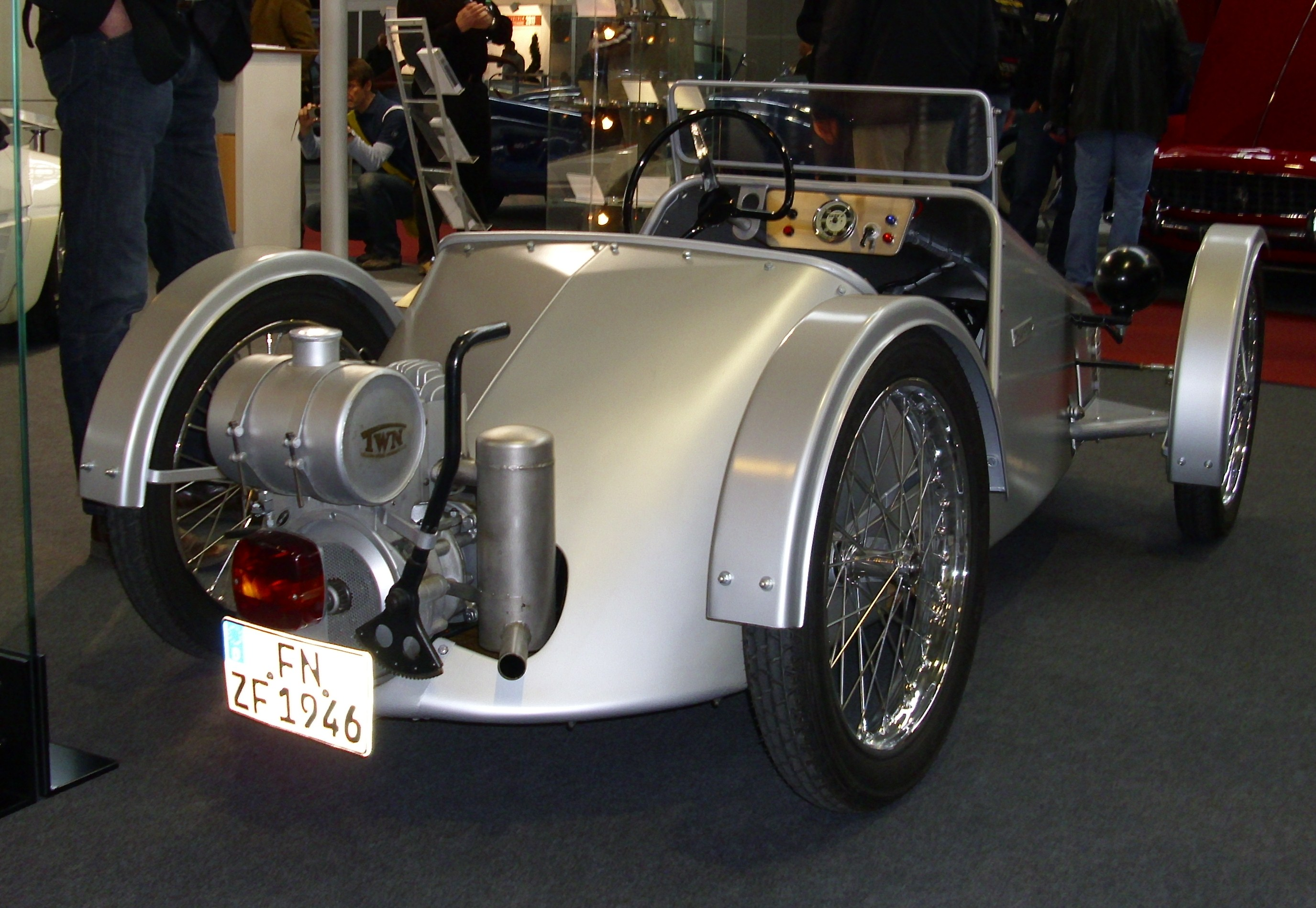
Heckansicht
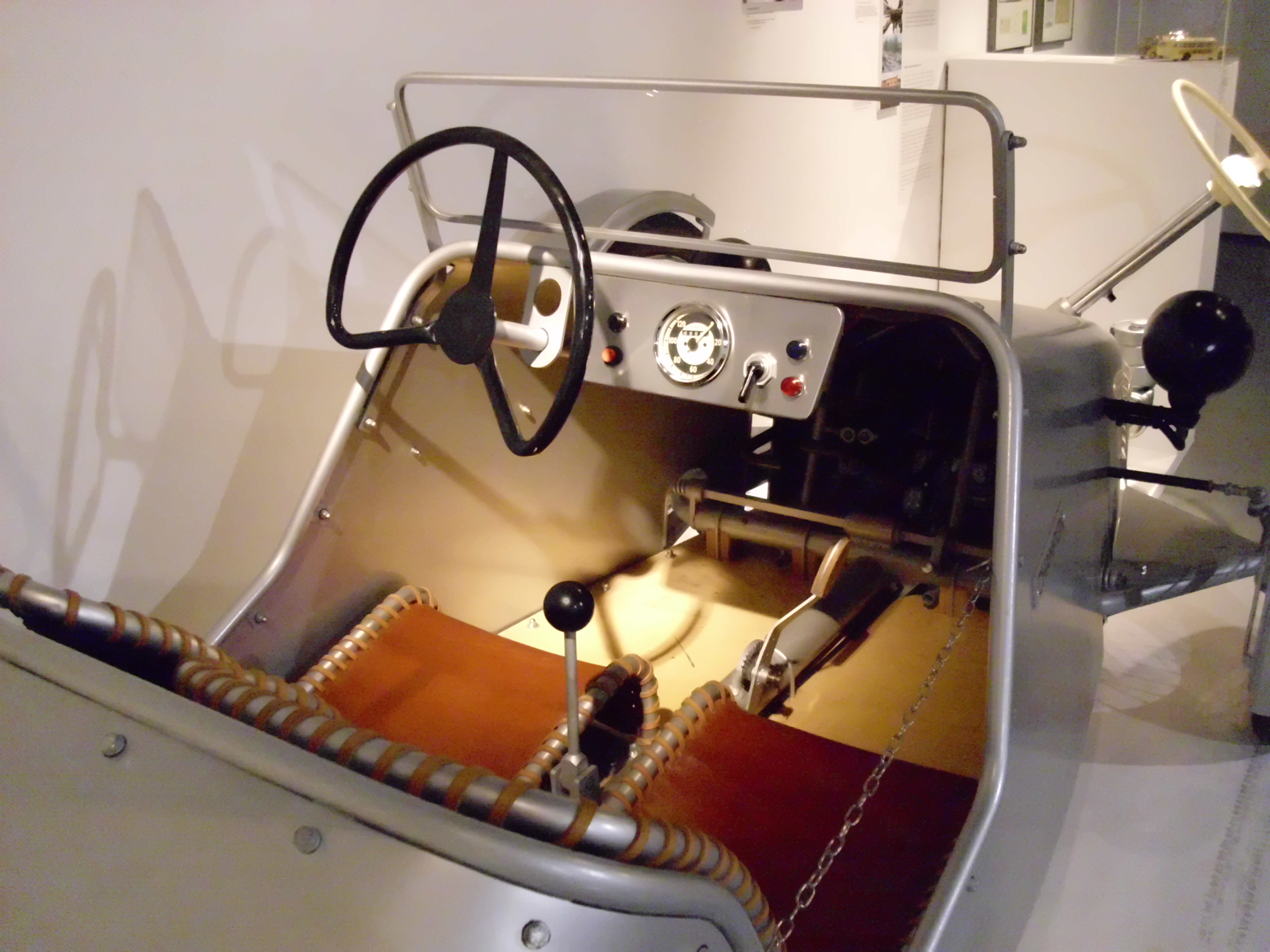
Interieur

## Einzelbelege
1. ↑  Hanns Peter Rosellen: Deutsche Kleinwagen. Weltbild Verlag, Augsburg 1991, ISBN 3-89350-040-5, S. 252.
2. ↑  Motor-Rundschau 1947, Nr. 21/24.
3. ↑  Motor-Rundschau 1948, Nr. 1/2, S. 18.